# Мартинушевец
Мартинушевец (хрв. Mártonhalom) је насељено место у општини Горњи Михаљевец, Међимурска жупанија, Хрватска.

## Историја
До територијалне реорганизације у Хрватској био је у саставу старе општине Чаковец.

## Становништво
У попису становништва из 2011. године, Мартинушевец је имао 127 становника.
| Број становника према пописима | Број становника према пописима | Број становника према пописима | Број становника према пописима | Број становника према пописима | Број становника према пописима | Број становника према пописима | Број становника према пописима | Број становника према пописима | Број становника према пописима | Број становника према пописима | Број становника према пописима | Број становника према пописима | Број становника према пописима | Број становника према пописима | Број становника према пописима |
| ------------------------------ | ------------------------------ | ------------------------------ | ------------------------------ | ------------------------------ | ------------------------------ | ------------------------------ | ------------------------------ | ------------------------------ | ------------------------------ | ------------------------------ | ------------------------------ | ------------------------------ | ------------------------------ | ------------------------------ | ------------------------------ |
| 1857                           | 1869                           | 1880                           | 1890                           | 1900                           | 1910                           | 1921                           | 1931                           | 1948                           | 1953                           | 1961                           | 1971                           | 1981                           | 1991                           | 2001                           | 2011                           |
| 203                            | 112                            | 155                            | 128                            | 219                            | 225                            | 162                            | 193                            | 204                            | 204                            | 173                            | 169                            | 167                            | 147                            | 136                            | 127                            |

Напомена: Године 1900. и 1910. садржи податке за насеље Тупковец. Године 1997. настала поделом насеља Мартинушевец између општина Горњи Михаљевец (насељени део) и Штригова (ненасељени део). Године 2000. повећано за подручје насеља Мартинушевец (Штригова), које је престало да постоји.